# Ilija Najdoski
Ilija Najdoski (em macedônio: Илија Најдоски; Kruševo, 26 de março de 1964) é um ex-futebolista macedônio que atuava como zagueiro.
Revelado no Vardar, na mesma camada do conterrâneo Darko Pančev, com ele consagrou-se no Estrela Vermelha (para onde se transferiu em 1988): integrou o elenco multiétnico que em 1991 venceu a Liga dos Campoeões e o Mundial Interclubes. Eles dois e Goran Pandev (este, por 2010) são os únicos macedônios campeões desses torneios.
O sucesso clubístico de 1991 fez Najdoski ser convocado à Eurocopa 1992 pela Seleção Iugoslava, em lista que ainda continha futebolistas macedônios, eslovenos e um bosníaco reunidos a sérvios e montenegrinos. A menos de duas semanas do início do torneio, porém, a UEFA então resolveu atender a recomendação de banimento esportivo por proposto pelas Nações Unidas em função da Guerra Civil Iugoslava, substituindo a Iugoslávia pela Dinamarca, que havia ficado em segundo lugar no grupo de ambas nas eliminatórias.
O violento processo de dissolução da Iugoslávia logo desmanchou o clube campeão europeu de 1991; Najdoski, em particular, rumou ainda em 1992 ao Real Valladolid. Com onze partidas pela seleção principal da antiga Iugoslávia, veio, com a independência da Macedônia do Norte, a participar de outros dez jogos pela nascente Seleção Macedônia.